# Хабачиров, Мурат Владимирович
Мурат Владимирович Хабачиров (род. 14 мая 1988) — российский дзюдоист, бронзовый призёр чемпионата России, призёр чемпионата Европы, обладатель Кубков Европы и мира, призёр летней Универсиады 2011 года в Шэньчжэне. Мастер спорта России международного класса (2012). Живёт в Нальчике. Член сборной команды страны с 2010 года.

## Спортивные результаты
- Чемпионат России по дзюдо 2017 года — ;